# أليكس سكيلز
أليكس سكيلز (بالإنجليزية: Alex Scales)‏ مواليد 3 يوليو 1978 في راسين، هو لاعب كرة سلة أمريكي. بدأ مسيرته الاحترافية في سنة 2000. يبلغ طوله 6 قدم 4 بوصة (1.9 م). اعتزل اللعب في 2014.

## المسيرة الاحترافية
لعب مع دون بوسكو ليفورنو في الدوري الإيطالي في سنة 2000، ثم لعب مع جيانغسو دراجونز في الدوري الصيني في موسم 2001–2002، ثم لعب مع كانتون شارج في سنة 2004، ثم لعب مع سول سامسونج ثندرز في موسم 2004–2005، ثم لعب مع سان أنطونيو سبرز في سنة 2005، ثم لعب مع ريال مدريد لكرة السلة في الدوري الإسباني في سنة 2006.

## روابط خارجية
- أليكس سكيلز على موقع الاتحاد الدولي لكرة السلة (الإنجليزية)
- أليكس سكيلز على موقع إن بي أي (الإنجليزية)
- أليكس سكيلز على موقع سبورتس رفرنس (الإنجليزية)
- أليكس سكيلز على موقع الدوري الإسباني لكرة السلة (الإسبانية)
- أليكس سكيلز على موقع كرة السلة الأوروبية.كوم (الإنجليزية)
- أليكس سكيلز على موقع كلية كرة السلة في سبورتس رفرنس.كوم (الإنجليزية)
- أليكس سكيلز على موقع ريلجم (الإنجليزية)
- أليكس سكيلز على موقع بروبوليرز (الإنجليزية)
- أليكس سكيلز على موقع سبورتس رفرنس (الإنجليزية)
- أليكس سكيلز على موقع سبورتس رفرنس (الإنجليزية)